# (34517) 2000 SC185
2000 SC185 (asteroide 34517) é um asteroide da cintura principal. Possui uma excentricidade de 0.08383790 e uma inclinação de 11.70203º.
Este asteroide foi descoberto no dia 20 de setembro de 2000 por NEAT em Haleakala.